# Угљеник
Угљеник, угљик или карбон (C, лат. carboneum), неметал је  групе. Стабилни изотопи су му: . Битан нестабилан изотоп је  (настаје од 14N у горњим слојевима атмосфере).
Овај четворовалентни неметал има неколико алотропских модификација:
- дијамант (најтврђи познати природни минерал). Назив му потиче од грчке речи adams, што значи „непобедив“, јер је најтврђи минерал у природи. Брушењем се од дијаманта добија брилијант, облик којим се истиче његова лепота и сјај и који се користи за накит. Хемијска формула C. Везивна структура: 4 електрона у 3-димензионим sp3-орбиталама.[6]
- графит (једна од најмекших супстанци). Исте хемијске формуле као дијамант C. Везивна структура: 3 електрона у 2-димензионалним sp2-орбиталама и 1 електрон у p-орбитали.
- фулерен Хемијска формула , данас има широку примену у пољопривреди.

Угљеник је био познат још у праисторији. Да је хемијски елемент први је утврдио Антоан Лавоазије. Међународни назив је изведен од латинске речи carbo, угаљ.
Цела једна грана хемије, органска хемија, се базира на једињењима која у себи садрже угљеник. Сем органских једињења велики значај имају угљеник()оксид (угљен-моноксид), угљеник()оксид (угљен-диоксид), угљена киселина, карбиди и карбонати.

## Заступљеност
Угљеник је у природи веома распрострањен у виду својих једињења. Убраја се у биогене елементе и у људском телу је други по заступљености, са 18%. У елементарном стању јавља се у неколико алотропских модификација.Угљеник је есенцијални елемент у биосфери, те по масеном уделу други најраспрострањенији елемент након кисеоника у живим организмима. Сва жива ткива су састављена из органских једињења угљеника. Међутим, геолошки гледано он се не убраја у најраспрострањеније елементе. Угљеник је заступљен у земљиној кори у количини од 0,087%. Он се налази у неживој природи претежно у облику једињења, али и слободан у облику дијаманта и графита. Главна налазишта дијаманата налазе се у Африци (Јужноафричка Република и Конго) и Русији. Они се често могу наћи у вулканским стенама попут кимберлита. Графит се јавља релативно ретко у метаморфним стенама богатим угљеником. Најзначајнија налазишта су у Индији и Кини.
Угљеник је веома распрострањен у природи. Број познатих једињења угљеника је преко 10 пута већи од познатих једињења свих осталих елемената. Угљеник се у природи најчешће може наћи у облику неорганских карбонатних стена (око 2,8 · 1016 t). Карбонатне стене су веома распрострањене на Земљи и понегде формирају и целе планине. Једна од најпознатијих примера планина састављених из ових стена су Доломити у Италији. Најважнији карбонатни минерали су калцијум карбонат CaCO3 (са бројним модификацијама: кречњак, креда, мрамор), калцијум магнезијум карбонат CaCO3 · MgCO3 (доломит), гвожђе(II) карбонат FeCO3 и цинк карбонат ZnCO3.
Позната једињења угљеника су фосилна горива угаљ, нафта и земни плин. Она нису чисто угљеникова једињења, него мешавине многих различитих органских једињења. Она настају претварањем биљних (угаљ) и животињских (нафта и плин) остатака под великим притиском. Највећа налазишта угља налазе се у САД, Кини и Русији, а у Босни и Херцеговини већа налазишта угља се налазе у околини Бановића, Зенице, Какња, Санског Моста, Брезе, Живиница, Добоја (Станари), Угљевика, Гацка и других места. Најважније резерве нафте се налазе на Арапском полуострву (Ирак, Саудијска Арабија, Кувајт), Мексичком заливу и Северном мору. Нешто мање позната су налазишта чврстог метан хидрата у великим дубинама.
Угљеник се налази у атмосфери у облику угљен-диоксида (угљеник(IV) оксида). Он је саставни део ваздуха. У ваздуху има просечни удео од око 0,04%. Угљеник-диоксид настаје при сагоревању једињења који садрже угљеник, приликом дисања свих живих бића, вулканском активношћу и путем фотосинтезе биљака. Чак и у морској води растворено је око 0,01% CO2 (по масеном уделу).
У погледу количине највећи део угљеника налази се у саставу стена (литосфера). Сви остали облици угљеника чине само око 0,1% укупне количине угљеника на Земљи.
Стварање језгра атома угљеника захтева готово симултани троструки судар алфа честица (језгара хелијума) унутар средишта огромне звезде гиганта или супергиганта, у процесу познатим под називом троструки алфа процес, као производ даљњих реакција нуклеарне фузије хелијума са водоником или другом језгром хелија ствара се изотоп литијума Li-5 и берилијума Be-8, а оба су врло нестабилна и готово одмах се распадају назад у мања језгра. Ово се дешава у условима температуре изнад 100 мегакелвина и концентрације хелијума која се брзо шири и хлади што није било случај у раном свемиру, тако да не постоје докази да су се значајне количине угљеника креирале током Великог праска. Уместо тога, у унутрашњости звезда у хоризонталној равни H-R дијаграма трансформирају се три језгра атома хелијума у угљеник помоћу овог троструког алфа процеса. Да би угљеник био доступан за формирање живота каквог данас знамо, овај угљеник мора бити раширен у свемиру као прашина након експлозије супернова, као део материјала од којег се касније формира друга и трећа генерација звезданих система које имају присутне планете формиране од такве прашине. Сунчев систем је звездани систем треће генерације. Други механизам фузије који се одвија у звездама је  циклус, у којем угљеник делује као катализатор омогућавајући одвијање реакције.
Ротацијска транзиција различитих изотопских облика угљеник моноксида (на пример  и ) се може открити у субмилиметарском распону таласних дужина и користи се у проучавању формирања нових звезда у молекуларним облацима.

## Особине
При нормалном притиску и температурама испод 4000 K графит је термодинамички стабилнија модификација угљеника, што се види на фазном дијаграму. Због високе енергије активирања и дијамант је стабилан на собној температури, а тек на температури изнад 500 °C уочљиво се претвара у графит. Обрнута трансформација из графита у дијамант је могућа уз притисак од најмање 20.000 бара (2 GPa). За довољно брзу реакцију, температура би требало да буде изнад 1500 °C а притисак око 60.000 бара што одговара фазном дијаграму.
Угљеник има највећу отпорност на високе температуре од свих познатих материјала. Не топи се при нормалном притиску, него сублимира при температури од 3915 K (3642 °C), без претходног губљења чврстоће. Тројна тачка угљеника је на 10,8 ± 0,2 MPa и 4600 ± 300 K.
Угљеник је дијамагнетичан. Пиролитички издвојен графит има високу анизотропију у магнетском сусцептибилитету (паралелно: {\displaystyle \chi _{m}} = −85 · 10−6, водоравно: {\displaystyle \chi _{m}} = −450 · 10−6), насупрот њему дијамант је изотропан ({\displaystyle \chi _{m}} = −22 · 10−6).

## Алотропске модификације
Овај четворовалентни неметал има неколико алотропских модификација. Дијамант је најтврђи познати минерал, код којег атоми угљеника праве sp3-хибридизацију са тетраедарским просторним распоредом. Сваки атом угљеника у дијаманту је повезан с четири друга угљеникова атома сигма везом, те је читав кристал један велики молекул.

### Графит
Графит (једна од најмекших супстанци) има лиснату структуру. Сваки угљеников атом је повезан с три друга угљеникова атома. То значи да је присутна 2-хибридизација и три хибрида леже у једној равни. Преостали π-електрон формира двоструку везу, те је присутна резонанција. Код графита је због тога свака од три везе нешто појачана, па је он стабилнији од дијаманта за енергију резонанције. Разлике у физичким особинама ове две модификације су екстремне. Атоми су распоређени у слојевима. Привлачења између слојева није тако јако као што је између атома у истом слоју. Зато слојеви клизе један преко другог, те је графит значајно мекши у односу на дијамант. Дијамант је један од најтврђих минерала, док је графит мека супстанца.

### Дијамант
Дијамант је најбољи проводник топлоте, док је графит изолатор. Дијамант је изразито транспарентан, а графит непрозиран. Графит је проводник електричне струје, док је дијамант изолатор.
Осим графита и дијаманта познате су још неке алотропске модификације, као нпр. фулерени.

### Лонсдалеит
Лонсдалеит, назван такође и хексагонални дијамант, јесте једна веома ретка модификација дијаманта. Име је добио по ирској кристалографкињи Катлин Лонсдејл, а пронађен је у Барингеровом кратеру у Аризони. Он настаје када се графит изложи одређеним екстремним условима, тј. веома високом притиску и температури који се дешавају на пример при удару метеора или астероида. При томе се задржава хексагонални карактер кристалне структуре графита, али за разлику од обичног графита сваки атом угљеника се веже ковалентном везом са још четири атома.

## Аморфни угљеник
Постоји више облика елементарног угљеника, под заједничким називом аморфни угљеник. Рентгенском анализом је утврђено да честице аморфног угљеника садрже графитну структуру, па због тога аморфни угљеник није посебна алотропска модификација. Главне врсте аморфног угљеника су: активни угаљ, минерални угаљ, кокс, чађ.

## Пентаграфен
Истраживачи на Универзитету Виргиниа Комонвеалт и универзитетима у Јапану и Кини направили су у аугусту 2014. нову структурну варијанту угљеника названу пентаграфен. Он се састоји из веома танких слојева чистог угљеника који има јединствену структуру, инспирисану пентагоналном шемом која подсећа на поплочане улицу у Каиру. Овај новооткривени материјал је динамички, термално и механички стабилан. Истраживања су показала да када се пентаграфен умота у облику ваљка, такве наноцеви поседују полупроводничке особине, без обзира на њихову хиралност. Очекује се да ће овај материјал наћи широку примену у наноелектроници и наномеханици.

## Изотопи
Угљеник има два стабилна изотопа: 12C и 13C. Изотоп 12C је далеко уобичајенији у природи и чини 98,9% природног угљеника, док на изотоп 13C отпада 1,1%. По дефиницији изотоп 12C је основа за јединицу атомске масе. Изотоп 13C се може детектирати у НМР спектроскопским испитивањима, јер има другачији магнетски моменат од 12C.
Осим ова два стабилна изотопа постоји још неколико нестабилних. Најпознатији нестабилни изотоп угљеника је 14C који има време полураспада од 5730 година. Он настаје природним распадањем 14N у горњим слојевима атмосфере.
Органски материјал, који учествује у угљениковом циклусу у природи, има исти удео 14C у односу на стабилне изотопе као и угљеник у атмосфери. Након завршетка размене материја, на пример при опадању лишћа са дрвета, овај однос се постепено смањује због радиоактивног распада. Мерењем односа количина изотопа 14C и стабилних изотопа могуће је тачно проценити старост предмета који је настао од органског материјала, што је познато као метода датирања угљеником C-14, а нашла је примену у археологији.

## Историја
Рене Антоан Фершо де Реомир је 1772. показао да се гвожђе преводи у челик апсорпцијом супстанце, за коју се данас зна да је угљеник. Године 1772, Антоан Лавоазје је доказао да је дијамант форма угљеника, спаљивањем узорка угљеника и дијаманта, при чему је доказао да не настаје вода као продукт и да и један и други ослобађају исту количину угљен-диоксида по граму.
Карл Вилхелм Шиле је доказао да је графит, за који се мислило да је облик олова, у ствари облик угљеника. Године 1786, француски научници Клод Луј Бертоле, Гаспард Монг и Ц. А. Вандермонд показали су да је ова супстанца угљеник. Они су предложили име карбон за овај елемент (лат. carbonum). Антоан Лавоазје увео је угљеник као хемијски елемент у својој књизи из 1789. године.

## Употреба угљеника
Дијамант се користи, због своје тврдоће, за обраду других материјала, стакла, као и другог драгог камења. Од њега се прави врх зубарске бушилице.
Графит се употребљава за производњу оловака, у машинству као мазиво за лежајеве и браве, у нуклеарној индустрији за изградњу нуклеарних реактора итд.
Лепши примерци дијаманта употребљавају се за израду скупоценог накита, а они мање лепи за израду алата за резање, бушење, брушење и полирање.
Фулерен се користи за подмазивање.
Угљеник(IV)-оксида користи се за гашење пожара, јер не подржава горење, а и пошто је тежи од ваздуха, прекрива запаљену супстанцу и не дозвољава јој контакт са кисеоником.
Аморфни угљеник се користи за пречишћавање воде и прављење филтера за гас маске, јер има велику површину за коју се лепе друге честице.

## Хемија угљеника
Угљеник је елемент који после водоника може градити највећи број познатих једињења међу свим елементима (водоник је на првом мјесту, јер већина једињења угљеника такође садржи и водоник). Посебност угљеника је да може правити дуге ланце и прстенове молекула са самим собом као и са другим елементима, а у молекулима може се спајати и двоструком и троструком везом користећи π-орбитале. Приликом стварања вишеструких веза угљенику преостаје и један слободан електрон, који може даље да реагује, за разлику од таквих веза код кисеоника и азота. То значи да се отварају могућности за даље реакције и формирање једињења. Због своје средње снажне електронегативности има изузетно добре могућности спајања било са електропозитивним као и са електронегативним елементима. У природним органским и неорганским једињењима налази се у оксидацијским стањима у целом распону од -IV до +IV.
Једињења угљеника се традиционално убрајају у органску хемију, уз само неколико изузетака. Ова грана хемије понекад се назива и хемија угљеника. Органска хемија обухвата, због посебних својстава угљеника, да гради дуге молекулске ланце и ковалентне везе са другим атомима, више једињења него цела неорганска хемија. Биохемија је такође део органске угљеникове хемије. Међу најједноставнија органска једињења убрајају се алкани метан и етан.
Само релативно мали број једињења угљеника се традиционално убраја у неорганска једињења, међу њима количински су најважнија једињења са кисеоником:
- карбиди; једињења угљеника типа , у којима је угљеник електронегативнији део молекула. Многи метали могу градити карбиде. Они су делимично изузетно тврди и погодни за израду алата за резање (на пример волфрам карбид)
- угљен-моноксид (CO, угљеник моноксид), врло отрован гас, који делује као јако редукционо средство и игра значајну улогу у индустријском топљењу метала (на пример гвожђа)
- угљен-диоксид (2, угљен(IV) оксид) је стакленички гас који се отпушта у великим количинама сагоревањем фосилних горива (угља, нафте и земног гаса). Отпушта га и већина живих бића у процесу дисања, а за биљке је неопходан за процес фотосинтезе. Угљеник-диоксид чини око 0,038% Земљине атмосфере, а процењује се да је пре индустријске ере његова концентрација у атмосфери износила око 0,028%.
- угљенична киселина је метастабилни производ састављен од воде и у води раствореног ; средње јака киселина, због непрестаног преласка између угљеничне киселине и раствореног 2.
- Субоксиди као што су триугљеник-диоксид, тетраугљеник-диоксид, пентаугљеник-диоксид и анхидрид оксалне киселине.[23]
- Хидрогенкарбонат или бикарбонат , чији је најпознатији представник натријум хидроген карбонат, шире познат и под трговачким називом сода бикарбона.
- Карбонати  су двовалентне соли угљене киселине. Два најпознатија карбоната су натријум карбонат (са тривијалним именом сода), важна сировина за производњу стакла и калцијум карбонат који се може издвојити из шкољки, оклопа пужева и слично, а гради и камене корале. Током Земљине генезе калцијум карбонат се таложио и другим процесима те су данас од њега грађене целе планине. Калцијум карбонат је важан грађевински материјал.
- Једињења угљеника и сумпора, међу којима је најпознатије једињење угљен-дисулфид (CS2), који је врло отровна течност.
- Једињења угљеника и азота, попут цијанида, чији је најпознатији представник калијум цијанид, врло снажни отров који блокира дисање човека. Многи други цијаниди су такође отровни за човека.

### Угљеникови халогениди
Тетрафлуороугљеник је стабилна материја која се добија као крајњи продукт флуорисања органских једињења. У лабораторију се припрема флуорирањем силицијум карбида.
Тетрахлороугљеник је безбојна течност при собној температури и атмосферским притиском. Често се користи као растварач.
Тетрабромоугљеник је тамножута чврста материја на собној температури. Нерастворан је у води и другим поларним растварачима.
Тетрајодоугљеник је светлоцрвена чврста материја мириса сличног јоду. Припрема се реакцијом етил-јодида и тетрахлороугљеника уз алуминијум(III) хлорида.
| материја | тачка топљења | тачка кључања | стабилност                               |
| 4        | '-185'        | '-128'        | стабилан                                 |
| 4        | '-23'         | 76            | умерено стабилан                         |
| 4        | 93            | 190           | споро се распада на температури врелишта |
| 4        | 171           |               | распада се пре врелишта                  |

### Оксиди угљеника
Угљеников моноксид (CO) настаје при изгарању угљеникових једињења уз ограничени доток кисеоника. Индустријски се производи као генератоски гас, изгарањем кокса у генератору, или као водени гас, у смеси са водоником, реакцијом генераторског гаса с воденом паром. Угљеник моноксид је врло токсичан, јер се везује с хемоглобином на сличан начин као и кисеоник.
Угљен-диоксид (2) је безбојни гас, без мириса. Добија се изгарањем угљеника или угљеникових једињења, или реакцијом киселина с карбонатима. Угљеников-диоксид је инертни гас и често се користи као инертна атмосфера у случајевима где присутност кисеоника може бити штетна.
Угљен субоксид је гас неугодног мириса, који се формира дехидрирањем малонске киселине фосфор(V) оксидом у вакууму при 140 до 150 °C. Угљеников субоксид има линеаран молекул: O=C=C=C=O. Стабилан је на температури кључања азота: –78 °C, а на 25 °C се полимеризује.
Анхидрид мелне киселине()
Угљеник формира и друге, нестабилне оксиде: .

### Карбиди
Карбиди 1., 2., 12. групе, те алуминијума су јонски карбиди. Структура ових карбида садрже изолиране угљеникове атоме, ацетилидне јоне , или  анјон. Хидролизом ових карбида добија се метан, ацетилен или ален, зависно од којег јона је карбид састављен.
Карбиди прелазних метала: Рани прелазни метали (Ti, Zr, Hf, Nb, Ta, Mo, W) формирају карбиде с металним карактером. Ови метали, у својој структури, имају међупросторе који одговарају величини угљениковог атома. Угљеник у међупросторима чини овакве карбиде изузетно стабилнима, с врло високом тачком топљења и hemijski инертним материјалима. Карбиди 7. 8. 9. и 10. групе су нестабилнији од карбида раних прелазних метала, растварају се у води или киселинама. Карбиди лантаноида и актиноида имају формулу и структуру сличну ацетилидима, али хидролизом с водом дају метан.
Ковалентни карбиди су карбиди неметала. Одликују се великом тврдоћом и често се користе као абразивна средства.